# 细齿短梗稠李
细齿短梗稠李（學名：Prunus brachypoda var. microdonta）为短梗稠李的一个变种。

## 扩展阅读
- 維基物種上的相關：细齿短梗稠李